# Aarhus United
Le Aarhus United (Aarhus United Elitehåndbold A/S de son nom complet) est un club danois de handball féminin localisé à Aarhus créé en 2017.
Après le dépôt de bilan du SK Århus Handbold pour raisons financières, il en reprend la licence pour évoluer dès sa première saison en première division danoise.

## Effectif
Légende : les âges indiqués sont ceux au 1er septembre 2018.